# Anneliese Müller

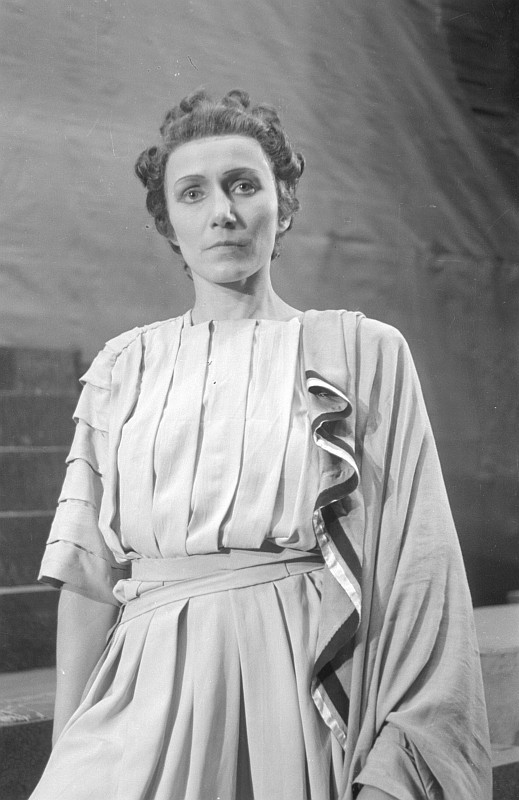
Anneliese Müller, Orpheus und Eurydike

Anneliese Müller (* 8. August 1911; † 5. April 2011) war eine deutsche Opernsängerin (Alt, Mezzosopran).

## Leben
Müller begann ihre künstlerische Laufbahn im Chor des Stadttheaters Halberstadt. Dort erhielt sie 1939 einen Vertrag als Solistin. 1945 wechselte sie an die Berliner Staatsoper Unter den Linden. Bei der Wiedereröffnung des Hauses nach dem Zweiten Weltkrieg sang sie die Titelrolle in Glucks Orpheus und Eurydike. Später wurde sie zur Kammersängerin ernannt. 1966 trat sie von der Bühne ab.

## Filmografie
- 1949: Figaros Hochzeit (Gesangssynchronisation)
- 1951: Hoffmanns Erzählungen (Gesangssynchronisation)

## Theater
- 1954: Richard Wagner: Die Meistersinger von Nürnberg (Magdalena) – Regie: Wolf Völker (Deutsche Staatsoper Berlin)
- 1955: Alban Berg: Wozzeck – Regie: Werner Kelch (Deutsche Staatsoper Berlin)
- 1956: Richard Wagner: Die Walküre – Regie: Erich Witte (Deutsche Staatsoper Berlin)
- 1957: Richard Wagner: Das Rheingold (Rheintochter) – Regie: Erich Witte (Deutsche Staatsoper Berlin)
- 1958: Sergej Prokofjew: Die Verlobung im Kloster (Duenna) – Regie: Erich-Alexander Winds (Deutsche Staatsoper Berlin)
- 1958: Giacomo Puccini: Madama Butterfly (Suzuki) – Regie: Peter Neitsch (Deutsche Staatsoper Berlin)
- 1961: Kurt Schwaen: Leonce und Lena (Gouvernante) – Regie: Erich-Alexander Winds (Deutsche Staatsoper Berlin – Apollosaal)